# Phyllodactylus paucituberculatus
Phyllodactylus paucituberculatus är en ödleart som beskrevs av  Dixon 1960. Phyllodactylus paucituberculatus ingår i släktet Phyllodactylus och familjen geckoödlor. IUCN kategoriserar arten globalt som otillräckligt studerad. Inga underarter finns listade i Catalogue of Life.